# 平成大橋 (福島県)
平成大橋（へいせいおおはし）は、福島県本宮市の阿武隈川に架かる本宮市道仁井田白岩線の道路橋である。

## 概要
- 全長：263.0 m
- 幅員：6.5 m
- 竣工：2001年
- 形式：4径間鋼連続非合成箱桁橋
- 施工：栗本鐵工所[1][2]

本宮市南部にて一級水系阿武隈川と右岸に並行する福島県道73号二本松金屋線旧道を渡る。五百川合流点の直下流に架設され、西詰は本宮市仁井田字落合、東詰は糠沢字山中に位置する。中央部にて一部郡山市日和田町高倉字築場をかすめる。橋は車道2車線で、下り線側に歩道が設置されている。石造の親柱が設置されており、安達太良山の山容が象られている。
架設以前当時の安達郡白沢村と阿武隈川西側の国道4号などを連絡するルートは村域北端に位置する上ノ橋、または南側の郡山市に位置する阿武隈橋へ迂回する必要があり、住民から架橋の要望が高かったため、農林水産省による糠沢地区農免農道整備事業として整備が行われた。

## 周辺
- 本宮南工業団地

## 隣の橋
- 阿武隈川

鬼生田橋 - 阿武隈橋 - 平成大橋 - 上ノ橋 - 安達橋